# Sveno Laurentii (kyrkoherde i Rystad)
Sveno Laurentii, död 1599 i Rystads socken, han var en svensk kyrkoherde i Rystads församling. 

## Biografi
Sveno Laurentii blev 1577 student vid Uppsala universitet och fortsatte sedan sin studier för Kloster-Lasse i Stockholm. Han prästvigdes 1580 till hovpredikant hos Johan III. Laurentii blev 1582 kyrkoherde i Rystads församling. Han skrev 1593 under Uppsala möte. Laurentii avled 1599 i Rystads socken.